# Landak (plaats)
Landak is een bestuurslaag in het regentschap Bangkalan van de provincie Oost-Java, Indonesië. Landak telt 1616 inwoners (volkstelling 2010).